# Hardcore Gamer
《Hardcore Gamer》是美国在线电子游戏杂志，由Steve Hannley发行。杂志创立于2005年，在转为在线发行之前，已经出版了36期刊物。